# PSLV
PSLV — индийская ракета-носитель. Название является широко используемой аббревиатурой от англ. Polar Satellite Launch Vehicle, что в переводе на русский означает «ракета-носитель для вывода спутников на полярную орбиту». Ракета разработана Индийской организацией космических исследований (ISRO) для запуска индийских спутников дистанционного зондирования (IRS) на солнечно-синхронные орбиты.
PSLV — четырёхступенчатая ракета-носитель, первая и третья ступени — твердотопливные, вторая и четвёртая — жидкостные. Может быть запущена в 4 различных конфигурациях (PSLV-CA, PSLV-DL, PSLV-QL, PSLV-XL), которые отличаются количеством используемых боковых ускорителей.
Первый запуск ракеты-носителя PSLV состоялся 20 сентября 1993 года. В апреле 2008 года с помощью PSLV был совершён успешный запуск сразу 10 спутников, что побило предыдущий мировой рекорд, поставленный Россией. Позже Россия вернула рекорд — 37 спутников в 2014 году, который продержался до 15 февраля 2017 года, когда ракетой PSLV-XL были выведены на орбиту 104 спутника.
Ракета-носитель используется для запуска на низкую околоземную, полярную, солнечно-синхронные орбиты индийских космических аппаратов, а также для коммерческих запусков зарубежных спутников; до появления PSLV подобные коммерческие услуги предоставляла только Россия. С помощью PSLV можно также запускать небольшие спутники на геопереходную орбиту (ГПО).
22 октября 2008 года ракета-носитель PSLV-XL была использована для запуска первого индийского лунного зонда Чандраян-1, а 5 ноября 2013 года — для запуска первого индийского межпланетного зонда Мангальян (Mars Orbiter Mission) к Марсу. Также PSLV-XL используется для запуска спутников индийской региональной навигационной системы IRNSS.

## Разработка
Разработка ракеты-носителя PSLV шла с начала 1990-х годов в Космическом центре имени Викрама Сарабхаи в городе Тривандрум, штат Керала. Инерциальные системы были разработаны специальным отделением ISRO. Жидкостные вторая и четвёртые ступени, а также реактивная система управления разрабатывались в Центре жидкотопливных силовых установок (Тривандрум). Твердотопливные двигатели дорабатываются в космическом центре имени Сатиша Дхавана, который также выполняет операции запуска ракеты-носителя.

## Конструкция

### Первая ступень
Первая ступень PS1 — одна из самых больших твердотопливных ступеней в мире, уступает в размерах только боковым ускорителями Спейс Шаттла и Ариан-5. Корпус изготовлен из закалённого стального сплава, имеет длину 20,34 м, диаметр 2,8 м и сухой вес 30 200 кг. Вмещает 138 т твёрдого топлива на основе полибутадиена с концевыми гидроксильными группами (HTPB). Двигатель S139 развивает максимальную тягу в 4800 кН с удельным импульсом 269 с в вакууме.
Управление вектором тяги по тангажу и рысканью осуществляется методом создания асимметричной тяги в сопле двигателя с помощью системы SITVC (Secondary Injection Thrust Vector Control), которая впрыскивает раствор перхлората стронция в нужную часть сопла. Раствор находится в цилиндрических алюминиевых топливных баках, для его стабилизации в баках во время полёта используется сжатый азот. Контроль вращения осуществляется с помощью двух двигателей RCT (Roll Control Thrusters), расположенных на противоположных сторонах первой ступени между боковыми ускорителями.
Первая ступень работает в течение 105 секунд после запуска и отсоединяется на высоте около 76 км.

### Ускорители
Для создания дополнительной тяги на начальных этапах полёта ракеты-носителя по бокам первой ступени прикрепляется до 6 твердотопливных ускорителей.
Стандартная версия ракеты-носителя PSLV использовала ускорители PSOM, длиной 10 м и диаметром 1 м. Каждый ускоритель вмещает около 9 т топлива на основе HTPB и развивает тягу 503 кН с удельным импульсом 262 с. Время работы ускорителей PSOM составляет 44 секунды.
Версия PSLV-XL использует увеличенные ускорители PSOM-XL длиной 13,5 и вмещающие до 12 т топлива. Тяга ускорителей PSOM-XL составляет 719 кН, длительность работы — 49 секунд. Четыре ускорителя из шести зажигаются в момент запуска ракеты-носителя, два оставшиеся — спустя 25 секунд после старта. Обычно первые отсоединяются на высоте 24 км через 68 секунд после запуска, вторые — на высоте 41 км на 90-й секунде полёта. Два ускорителя также оснащены системой SITVC для дополнительного контроля вращения ракеты-носителя.
Версия PSLV-DL использует 2 ускорителя PSOM-XL.
Версия PSLV-QL использует 4 ускорителя PSOM-XL.
Версия PSLV-CA не использует боковые ускорители.

### Вторая ступень
Вторая ступень PS2 имеет диаметр 2,8 м, длину 12,8 м и сухой вес 5300 кг.
На ступени установлен 1 жидкостный ракетный двигатель Vikas с тягой 799 кН (в первых 7 полётах тяга составляла 725 кН), в качестве топлива двигатель использует самовоспламеняющуюся смесь несимметричного диметилгидразина (горючее) и тетраоксид диазота (окислитель). Ступень вмещает до 40,7 т компонентов топлива.
Двигатель может отклоняться от центральной оси в пределах 4 градусов, обеспечивая контроль вектора тяги. Контроль вращения обеспечивается двумя двигателями реактивной системы управления (Hot Gas Reaction Control Motor).
Время работы ступени составляет 158 секунд, отстыкуется на высоте порядка 277 км.

### Третья ступень
Третья ступень PS3 — твердотопливная, использует то же топливо, что и первая ступень. Имеет диаметр 2,02 м, длину 3,54 м, сухой вес 1100 кг и вмещает 6700 кг топлива. Тяга двигателя S7 составляет 240 кН с удельным импульсом 294 с. Двигатель имеет сопло из композитных материалов, который может отклонятся от центральной оси в пределах 2 градусов, позволяя осуществлять контроль вектора тяги по рысканью и тангажу. Вращение контролируется реактивной системой управления четвёртой ступени.
Ступень работает в течение 112 секунд, отстыковка происходит на высоте около 580 км.

### Четвёртая ступень
Четвёртая ступень PS4 оборудована полётным компьютером и системой инерциальной навигации, которые обеспечивают управление процессом полёта ракеты-носителя с момента запуска. Диаметр ступени 2,02 м, длина — 2,6 м, сухой вес — 920 кг. На ступень установлены 2 жидкостных ракетных двигателя L-2-5, тяга каждого составляет 7,6 кН, удельный импульс — 308 с. Горючим для них служит монометилгидразин, а окислителем — смесь оксидов азота (MON). Стабилизация топлива обеспечивается повышенным давлением с использованием сжатого гелия. Двигатели могут отклонятся от центральной оси до 3 градусов, обеспечивая контроль вектора тяги по тангажу и рысканью. Контроль вращения осуществляет реактивной системой управления. Эта же система обеспечивает управление положением ступени в фазе свободного полёта и для переориентации при отстыковке нескольких космических аппаратов.
При запуске модификаций PSLV и PSLV-XL ступень вмещает 2000 кг топлива, при запуске PSLV-CA — 1600 кг. Время работы ступени зависит от профиля миссии и может достигать 525 секунд.

### Головной обтекатель
На ракете-носителе использует алюминиевый обтекатель высотой 8,3 м, диаметром 3,2 м и весом 1150 кг. Обычно отсоединяется через 165 секунд после запуска на высоте около 130 км.

## Модификации

### PSLV
Первый и основной вариант PSLV. Четырёхступенчатая ракета-носитель, использующая 6 стандартных боковых твердотопливных ускорителей PSOM. Высота ракеты составляет 44 метра, стартовая масса — 295 т. Последним запуском данной версии стал запуск C35, состоявшийся 26 сентября 2016 года.

### PSLV-CA
В данной модификации ракета-носитель впервые запущена в 2007 году, используется при необходимости запуска относительно небольшой полезной нагрузки. CA в названии обозначает Core Alone (с англ. — «core alone - только сердцевина»). Используются основные ступени, без боковых ускорителей. На первой ступени остаются закреплёнными баки с топливом для системы управления вектором тяги и двигатели для контроля вращения. Четвёртая ступень использует на 400 кг меньше топлива. Стартовая масса — 229 т.

### PSLV-XL
Улучшенная стандартная модификация PSLV. Стартовая масса составляет 320 т, используются увеличенные боковые твердотопливные ускорители PSOM-XL. 29 декабря 2005 года ISRO провела успешные испытания улучшенной версии стартового ускорителя. Первый запуск версии PSLV-XL состоялся в 2008 году, был запущен первый индийский лунный зонд Чандраян-1.

### PSLV-DL
Версия ракеты-носителя только с двумя боковыми твердотопливными ускорителями PSOM-XL. Первый запуск данной версии состоялся во время миссии С-44, 24 января 2019 года.

### PSLV-QL
Версия ракеты-носителя с четырьмя боковыми твердотопливными ускорителями PSOM-XL. Первый запуск данной версии состоялся 1 апреля 2019 года.

### Таблица модификаций
| Версия  | Ускорители  | ПН на НОО | ПН на CСО* | ПН на ГПО | Число запусков |
| ------- | ----------- | --------- | ---------- | --------- | -------------- |
| PSLV    | 6 × PSOM    | 3250 кг   | 1600 кг    | 1200 кг   | 12             |
| PSLV-CA | —           | 2100 кг   | 1200 кг    | —         | 14             |
| PSLV-XL | 6 × PSOM-XL | 3800 кг   | 1750 кг    | 1425 кг   | 20             |
| PSLV-DL | 2 × PSOM-XL | ?         | ?          | ?         | 1              |
| PSLV-QL | 4 × PSOM-XL | ?         | ?          | ?         | 1              |

(*) Солнечно-синхронная орбита высотой 622 км.

## Запуски ракеты-носителя PSLV

### 1993—2010
| №   | Дата запуска (UTC) | Версия  | Стартовая площадка  | Полезная нагрузка                                                                                     | Масса (в кг)                  | Результат         |
| --- | --- | ------- | ------------------- | --- | ----------------------------- | ----------------- |
| D1  | 20 сентября 1993, 05:12 | PSLV    | Шрихарикота, первая | IRS-1E                                                                                                | 846                           | Неудача           |
| D1  | Первая тестовая попытка запуска. Из-за ошибки в программе управления запуск завершился неудачей, обломки ракеты упали в Бенгальский залив. |         |                     | |                               |                   |
| D2  | 15 октября 1994, 05:05 | PSLV    | первая              | IRS-P2                                                                                                | 804                           | Успех             |
| D2  | Второй тестовый и первый успешный запуск. |         |                     | |                               |                   |
| D3  | 21 марта 1996, 04:53 | PSLV    | первая              | IRS-P3                                                                                                | 930                           | Успех             |
| D3  | |         |                     | |                               |                   |
| C1  | 29 сентября 1997, 04:47 | PSLV    | первая              | IRS-D1                                                                                                | 1250                          | Частичная неудача |
| C1  | Из-за сбоя в работе четвёртой ступени аппарат был выведен не на расчётную орбиту. Утечка гелия спровоцировала снижение производительности ступени на 140 м/с, вместо круговой орбиты высотой 817 км аппарат выведен на эллиптическую орбиту 301 × 823 км. Было использовано 70 % собственного топлива аппарата для довыведения его на функциональную орбиту 742 × 822 км. |         |                     | |                               |                   |
| C2  | 26 мая 1999, 06:22 | PSLV    | первая              | Oceansat-1 DLR-Tubsat KitSat 3                                                                        | 1036 45 107                   | Успех             |
| C2  | Первый успешный коммерческий запуск. |         |                     | |                               |                   |
| C3  | 22 октября 2001, 04:53 | PSLV    | первая              | TES PROBA BIRD                                                                                        | 1108 94 92                    | Успех             |
| C3  | |         |                     | |                               |                   |
| C4  | 12 сентября 2002, 10:23 | PSLV    | первая              | METSAT 1 (Kalpana 1)                                                                                  | 1060                          | Успех             |
| C4  | Первый запуск на геопереходную орбиту. |         |                     | |                               |                   |
| C5  | 17 октября 2003, 04:52 | PSLV    | первая              | ResourceSat-1                                                                                         | 1360                          | Успех             |
| C5  | |         |                     | |                               |                   |
| C6  | 5 мая 2005, 04:45 | PSLV    | Шрихарикота, вторая | Cartosat-1 HAMSAT                                                                                     | 1560 42,5                     | Успех             |
| C6  | |         |                     | |                               |                   |
| C7  | 10 января 2007, 03:54 | PSLV    | первая              | CartoSat-2 SRE LAPAN-TUBSAT PEHUENSAT-1                                                               | 650 550 56 6                  | Успех             |
| C7  | Впервые использовалось диспенсера Dual Launch Adapter для запуска четырёх спутников. Впервые на борту использовалась видеосистема, для съёмки отделения первых трёх спутников от четвёртой ступени ракеты. |         |                     | |                               |                   |
| C8  | 23 апреля 2007, 10:00 | PSLV-CA | первая              | AGILE AAM                                                                                             | 352 185                       | Успех             |
| C8  | Первый запуск модификации PSLV-CA. Первый коммерческий запуск с зарубежным спутником в качестве основной полезной нагрузки. |         |                     | |                               |                   |
| C10 | 21 января 2008, 03:45 | PSLV-CA | первая              | TecSAR                                                                                                | 260                           | Успех             |
| C10 | Второй коммерческий запуск (зарубежный спутник в качестве основной полезной нагрузки). |         |                     | |                               |                   |
| C9  | 28 апреля 2008, 03:53 | PSLV-CA | вторая              | Cartosat-2A IMS-1/TWSAT RUBIN-8 CanX-6/NTS CanX-2 Cute 1.7+APD-2 Delfi-C3 Seeds-2 Compass-1 AAUSAT-II | 690 83 8 6,5 3,5 3 2,2 1 0,75 | Успех             |
| C9  | Самое большое количество спутников (10) выведенных PSLV за один раз. |         |                     | |                               |                   |
| C11 | 22 октября 2008, 00:52 | PSLV-XL | вторая              | Чандраян-1                                                                                            | 1380                          | Успех             |
| C11 | Первый индийский лунный зонд и первый запуск модификации PSLV-XL. |         |                     | |                               |                   |
| C12 | 20 апреля 2009, 01:15 | PSLV-CA | вторая              | RISAT-2 ANUSAT                                                                                        | 300 40                        | Успех             |
| C12 | Запуск первого индийского радиолокационного спутника. |         |                     | |                               |                   |
| C14 | 23 сентября 2009, 06:21 | PSLV-CA | первая              | Oceansat-2 Rubin 9.1 Rubin 9.2 SwissCube-1 BeeSat UWE-2 ITUpSAT1                                      | 960 8 1                       | Успех             |
| C14 | |         |                     | |                               |                   |
| C15 | 12 июля 2010, 03:52 | PSLV-CA | вторая              | Cartosat-2B ALSAT-2A AISSat-1 TIsat-1 StudSat                                                         | 690 117 6.5 1 0,95            | Успех             |
| C15 | |         |                     | |                               |                   |
| №   | Дата запуска (UTC) | Версия  | Стартовая площадка  | Полезная нагрузка                                                                                     | Масса (в кг)                  | Результат         |

### 2011—2020
| №   | Дата запуска (UTC) | Версия  | Стартовая площадка | Полезная нагрузка | Масса (в кг)                                              | Результат |
| --- | --- | ------- | ------------------ | --- | --------------------------------------------------------- | --------- |
| C16 | 20 апреля 2011, 04:42 | PSLV    | первая             | Resourcesat-2 X-Sat YouthSat | 1206 106 92                                               | Успех     |
| C16 | Российско-индийский спутник YothSat создан российскими и индийскими университетами для образовательных программ. |         |                    | |                                                           |           |
| C17 | 15 июля 2011, 11:18 | PSLV-XL | вторая             | GSAT-12 | 1410                                                      | Успех     |
| C17 | Первое использование полётного компьютера Vikram. |         |                    | |                                                           |           |
| C18 | 12 октября 2011, 05:31 | PSLV-CA | первая             | Megha-Tropiques VesselSat-1 SRMSAT Jugnu | 1000 29 11 4                                              | Успех     |
| C18 | Третий коммерческий запуск. |         |                    | |                                                           |           |
| C19 | 26 апреля 2012, 00:17 | PSLV-XL | первая             | RISAT-1 | 1858                                                      | Успех     |
| C19 | |         |                    | |                                                           |           |
| C21 | 9 сентября 2012, 04:23 | PSLV-CA | первая             | SPOT-6 mRESINS PROITERES | 712 50 15                                                 | Успех     |
| C21 | |         |                    | |                                                           |           |
| C20 | 25 февраля 2013, 12:31 | PSLV-CA | первая             | SARAL Sapphire NEOSSat TUGSAT-1 UniBRITE-1 STRaND-1 AAUSAT3 | 409 148 74 14 6,5 0,8                                     | Успех     |
| C20 | |         |                    | |                                                           |           |
| C22 | 1 июля 2013, 18:11 | PSLV-XL | первая             | IRNSS-1A | 1425                                                      | Успех     |
| C22 | |         |                    | |                                                           |           |
| C25 | 5 ноября 2013, 09:08 | PSLV-XL | первая             | Mangalyaan | 1350                                                      | Успех     |
| C25 | Первая индийская миссия к Марсу. |         |                    | |                                                           |           |
| C24 | 4 апреля 2014, 11:44 | PSLV-XL | первая             | IRNSS-1B | 1432                                                      | Успех     |
| C24 | Второй спутник индийской региональной спутниковой системы навигации. |         |                    | |                                                           |           |
| C23 | 30 июня 2014, 04:22 | PSLV-CA | первая             | SPOT 7 Can-X4 Can-X5 AISAT VELOX-1 | 714 15 14 7                                               | Успех     |
| C23 | Четвертый коммерческий запуск. |         |                    | |                                                           |           |
| C26 | 15 октября 2014, 20:02 | PSLV-XL | первая             | IRNSS-1C | 1425                                                      | Успех     |
| C26 | Третий спутник индийской региональной спутниковой системы навигации. |         |                    | |                                                           |           |
| C27 | 28 марта 2015, 11:49 | PSLV-XL | вторая             | IRNSS-1D | 1425                                                      | Успех     |
| C27 | Четвертый спутник индийской региональной спутниковой системы навигации. |         |                    | |                                                           |           |
| C28 | 10 июля 2015, 16:28 | PSLV-XL | первая             | UK-DMC3A UK-DMC3B UK-DMC3C CBNT-1 DeOrbitSail | 447 91 7                                                  | Успех     |
| C28 | Самый тяжелый груз выводимый в коммерческом запуске ISRO (1439 кг). |         |                    | |                                                           |           |
| C30 | 28 сентября 2015, 04:30 | PSLV-XL | первая             | Astrosat LAPAN-A2 ExactView 9 Lemur-2 1, 2, 3, 4 | 1650 68 5,5 4 (×4)                                        | Успех     |
| C30 | |         |                    | |                                                           |           |
| C29 | 16 декабря 2015, 12:30 | PSLV-CA | первая             | TeLEOS-1 VELOX C1 VELOX 2 Kent Ridge 1 Galassia Athenoxat-1 | 400 123 13 78 3,4 -                                       | Успех     |
| C29 | Коммерческий запуск шести сингапурских спутников. Впервые проведено повторное зажигание четвёртой ступени после завершения основной миссии. |         |                    | |                                                           |           |
| C31 | 20 января 2016, 04:01 | PSLV-XL | вторая             | IRNSS-1E | 1425                                                      | Успех     |
| C31 | Пятый спутник индийской региональной спутниковой системы навигации. |         |                    | |                                                           |           |
| C32 | 10 марта 2016, 10:31 | PSLV-XL | вторая             | IRNSS-1F | 1425                                                      | Успех     |
| C32 | Шестой спутник индийской региональной спутниковой системы навигации. |         |                    | |                                                           |           |
| C33 | 28 апреля 2016, 07:20 | PSLV-XL | первая             | IRNSS-1G | 1425                                                      | Успех     |
| C33 | Седьмой спутник индийской региональной спутниковой системы навигации. |         |                    | |                                                           |           |
| C34 | 22 июня 2016, 03:56 | PSLV    | вторая             | Cartosat-2C Skysat Gen 2-1 BIROS (FireBird 2) M3MSat LAPAN A3 GHGSat-D (Claire) Dove Flock-2p (1, 2, …, 11, 12) SathyabamaSat Swayam | 727,5 110 130 85 120 25,5 4,7 (×12) 1,5 1                 | Успех     |
| C34 | Запуск одновременно 20 спутников, рекордное количество для ракеты-носителя PSLV. Суммарный вес полезной нагрузки — 1288 кг. После вывода спутников на орбиту проведён уже второй эксперимент с повторным запуском четвёртой ступени. |         |                    | |                                                           |           |
| C35 | 26 сентября 2016, 3:42 | PSLV    | первая             | SCATSAT-1 AlSat-1B AlSat-2B BlackSky Pathfinder 1 Pratham AlSat-1N PISat CanX-7 | 371 120 110 50 10 7 5,3 3,5                               | Успех     |
| C35 | Впервые полезная нагрузка выведена на 2 различные орбиты. После отстыковки спутника SCATSAT-1 на орбите высотой 730 км и наклонением 98,1°, четвёртая ступень ракеты-носителя произвела два 20-секундных включения двигателя, снизив высоту орбиты до 689 км для отделения остальных семи спутников. Также впервые ракета-носитель PSLV выполнила 5 запусков в течение одного года. |         |                    | |                                                           |           |
| C36 | 7 декабря 2016, 04:55 | PSLV-XL | первая             | Resourcesat-2A | 1235                                                      | Успех     |
| C36 | |         |                    | |                                                           |           |
| C37 | 15 февраля 2017, 03:58 | PSLV-XL | первая             | Cartosat-2D INS-1A INS-1B Dove Flock-3p 1, 2, …, 87, 88 Lemur-2 22, 23, …, 28, 29 PEASSS DIDO-2 BGUSat Al-Farabi-1 Nayif-1 | 714 8,4 9,7 4,7 (×88) 4,6 (×8) 3 4,2 4,3 1,7 1,1          | Успех     |
| C37 | Запуск рекордного количества спутников одновременно (104 шт., общей массой 1378 кг) на орбиту высотой 500 км. |         |                    | |                                                           |           |
| C38 | 23 июня 2017, 03:59 | PSLV-XL | первая             | Cartosat-2E NIUSAT (Keralshree) CE-SAT 1 Max Valier Sat Venta-1 CICERO-6 D-Sat Blue Diamond Green Diamond Red Diamond Lemur-2 34, 35, …, 40, 41 Aalto-1 ROBUSTA-1B SUCHAI skCUBE COMPASS-2 (QB50 DE04) InflateSail (QB50 GB06) LituanicaSAT-2 (QB50 LT01) URSA MAIOR (QB50 IT02) NUDTSat (QB50 CN06) Pegasus (QB50 AT03) UCLSat (QB50 GB03) VZLUsat-1 (QB50 CZ02) Tyvak 53B | 712 15 65 16 7,5 10 4,5 6 4,7 (×8) 4 1 4 3 2 ?            | Успех     |
| C38 | Запуск шестого спутника ДЗЗ серии Cartosat-2 и второстепенной нагрузки, состоящей из 30 малых спутников общей массой 243 кг, среди которых первые спутники Латвии и Словакии. |         |                    | |                                                           |           |
| C39 | 31 августа 2017, 13:30 | PSLV-XL | вторая             | IRNSS-1H | 1425                                                      | Неудача   |
| C39 | Запуск восьмого спутника индийской региональной спутниковой системы навигации завершился неудачей. На участке работы второй ступени, в назначенное время, через 3 минуты 24 секунд после старта ракеты-носителя, головной обтекатель для полезной нагрузки не отделился от четвёртой ступени. Из-за дополнительного веса обтекателя, четвёртая ступень вышла на орбиту 167 × 6554 км, с наклонением 19,18°, намного ниже запланированной орбиты 284 × 20 650 км. Спутник отделился внутри обтекателя. |         |                    | |                                                           |           |
| C40 | 12 января 2018, 03:59 | PSLV-XL | первая             | Cartosat-2F Microsat-TD LEO Vantage-1 Carbonite-2 ICEYE CICERO-7 INS-1C Arkyd-6A Corvus-BC 3 Flock-3p' 1, 2, 3, 4 Lemur-2 y1, y2, y3, y4 MicroMAS-2a PicSat CANYVAL-X 1 (Tom) CANYVAL-X 2 (Jerry) CNUSail-1 (Papillon) KAUSAT-5 SIGMA (KHUSAT-3) DemoSat-2 Tyvak 61C Fox-1D STEP Cube Lab SpaceBEE 1, 2, 3, 4                                                               | 710 ~120 100 ~10 11 10 11 5 (×4) 4 (×4) 5,5 4 2,7 1 4 4 1 | Успех     |
| C40 | Запуск спутника ДЗЗ Cartosat-2F, а также 30 малых спутником общей массой 613 кг. Суммарная масса полезной нагрузки составляет 1323 кг. 30 спутников выведены на солнечно-синхронную орбиту высотой 505 км, а затем четвёртая ступень опустилась на орбиту высотой 359 км и выпустила индийский микроспутник Microsat-TD. |         |                    | |                                                           |           |
| C41 | 11 апреля 2018, 22:34 | PSLV-XL | первая             | IRNSS-1I | 1425                                                      | Успех     |
| C41 | Девятый спутник индийской региональной спутниковой системы навигации. |         |                    | |                                                           |           |
| C42 | 16 сентября 2018, 16:38 | PSLV-CA | первая             | NovaSAR-S SSTL-S1 4 | 430 447                                                   | Успех     |
| C42 | |         |                    | |                                                           |           |
| C43 | 29 ноября 2018, 04:28 | PSLV-CA | первая             | HySIS BlackSky Global 1 Lemur-2 84, 85, 86, 87 Hiber-1 Reaktor Hello World Dove Flock-3r 1, 2, …, 15, 16 ³Cat 1 CICERO 8 HSAT-1 CASE Centauri-2 FACSAT-1 InnoSat-2 | 380 56 4 (×4) 2 5 (×16) 1 10 13 4                         | Успех     |
| C43 | |         |                    | |                                                           |           |
| C44 | 24 января 2019, 18:07 | PSLV-DL | первая             | Microsat-R Kalamsat | 740 1                                                     | Успех     |
| C44 | Первый запуск ракеты-носителя версии PSLV-DL. Также для этого запуска на четвёртую ступень установлены литий-ионные батареи и коммуникационное оборудование Kalamsat с целью проведения эксперимента по созданию на базе запущенной ступени космической исследовательской платформы. |         |                    | |                                                           |           |
| C45 | 1 апреля 2019, 03:57 | PSLV-QL | вторая             | EMISAT Dove Flock-4a 1, 2, …, 19, 20 Lemur-2 96, 97, 98, 99 BlueWalker-1 M6P Astrocast 0.2 AISTECHSAT-3 (Danu Pathfinder) | 436 5 (×20) 4 (×4) 10 7 4 2                               | Успех     |
| C45 | Первый запуск ракеты-носителя версии PSLV-QL. Основная полезная нагрузка, индийский военный спутник EMISAT, доставлен на орбиту высотой 749 км, наклонением 98,4°. Затем, двумя включениями двигателя, четвёртая ступень понизила высоту орбиты до 504 км, где были выпущены 28 наноспутников общей массой около 220 кг. После отделения всех спутников, четвёртая ступень расположилась на орбите высотой 485 км, где будут работать зафиксированные на ней 3 инструмента (AIS, APRS, ARIS). Кроме того, ступень оборудована солнечными батареями, которые позволят продлить время её функционирования как орбитальной исследовательской платформы. |         |                    | |                                                           |           |
| C46 | 22 мая 2019, 00:00 | PSLV-CA | первая             | RISAT-2B | 615                                                       | Успех     |
| C46 | Индийский радиолокационный спутник ДЗЗ запущен на орбиту высотой 557 км, наклонением 37°. |         |                    | |                                                           |           |
| C47 | 27 ноября 2019 | PSLV-XL |                    | Cartosat-3 |                                                           |           |
| C47 | |         |                    | |                                                           |           |
| C48 | 11 декабря 2019 | PSLV-QL |                    | RISAT-2BR1 |                                                           |           |
| C48 | |         |                    | |                                                           |           |
| C49 | 7 ноября 2020 | PSLV-DL |                    | RISAT-2BR2 |                                                           |           |
| C49 | |         |                    | |                                                           |           |
| C50 | 17 декабря 2020 | PSLV-XL |                    | CMS-01 (GSAT-12R) |                                                           |           |
| C50 | |         |                    | |                                                           |           |
| №   | Дата запуска (UTC) | Версия  | Стартовая площадка | Полезная нагрузка | Масса (в кг)                                              | Результат |

### С 2021 года
| №                   | Дата запуска (UTC)                                                                                    | Версия  | Стартовая площадка | Полезная нагрузка          | Масса (в кг) | Результат |
| ------------------- | --- | ------- | ------------------ | -------------------------- | ------------ | --------- |
| C51                 | 28 февраля 2021                                                                                       | PSLV-DL |                    | Amazônia-1                 |              |           |
| C51                 | |         |                    |                            |              |           |
| Планируемые запуски | |         |                    |                            |              |           |
| C52                 | июнь 2021                                                                                             | PSLV-XL |                    | RISAT-1A                   |              |           |
| C52                 | |         |                    |                            |              |           |
| C53                 | октябрь 2021                                                                                          | PSLV-CA |                    | Oceansat-3                 |              |           |
| C53                 | |         |                    |                            |              |           |
| C54                 | ноябрь 2021                                                                                           | PSLV    |                    | XPoSat                     |              |           |
| C54                 | |         |                    |                            |              |           |
| C55                 | 4 квартал 2021                                                                                        | PSLV-CA |                    | EnMAP                      |              |           |
| C55                 | |         |                    |                            |              |           |
| C56                 | 2021                                                                                                  | PSLV-XL |                    | RISAT-2A                   |              |           |
| C56                 | |         |                    |                            |              |           |
| C57                 | 2019                                                                                                  | PSLV-XL |                    | Cartosat-3A                |              |           |
| C57                 | |         |                    |                            |              |           |
| C58                 | 2021                                                                                                  | PSLV    |                    | HRSAT-1A HRSAT-1B HRSAT-1C |              |           |
| C58                 | |         |                    |                            |              |           |
| C59                 | 2021                                                                                                  | PSLV    |                    | Cartosat-3B                |              |           |
| C59                 | |         |                    |                            |              |           |
| C60                 | 2021                                                                                                  | PSLV    |                    | Oceansat-3A                |              |           |
| C60                 | |         |                    |                            |              |           |
| C61                 | 2021                                                                                                  | PSLV    |                    | Resourcesat-3              |              |           |
| C61                 | |         |                    |                            |              |           |
| C62                 | 2021                                                                                                  | PSLV    |                    | Resourcesat-3S             |              |           |
| C62                 | |         |                    |                            |              |           |
| C63                 | 2021                                                                                                  | PSLV    |                    | Resourcesat-3SA            |              |           |
| C63                 | |         |                    |                            |              |           |
| C64                 | 2021                                                                                                  | PSLV    |                    | RISAT-1B                   |              |           |
| C64                 | |         |                    |                            |              |           |
| C65                 | 2021                                                                                                  | PSLV    |                    | SPADEX                     |              |           |
| C65                 | |         |                    |                            |              |           |
| C66                 | январь 2022                                                                                           | PSLV-XL |                    | Aditya                     |              |           |
| C66                 | Первый индийский спутник для изучения Солнца, будет запущен в точку Лагранжа L1 системы Земля-Солнце. |         |                    |                            |              |           |
| №                   | Дата запуска (UTC)                                                                                    | Версия  | Стартовая площадка | Полезная нагрузка          | Масса (в кг) | Результат |